# Riblah
 (juillet 2023).
Si vous disposez d'ouvrages ou d'articles de référence ou si vous connaissez des sites web de qualité traitant du thème abordé ici, merci de compléter l'article en donnant les références utiles à sa vérifiabilité et en les liant à la section « Notes et références ».
L'ancienne ville de Riblah est un site archéologique libanais supposé recouvert par un cimetière non loin de la ville de Rableh du côté syrien de la frontière avec le Liban.

## Localisation
L'un de ses emplacements suggérés est la ville d'Irbin. Elle fut, à l'époque biblique située à la frontière nord du Pays de Canaan.
Le site se trouve sur la rive orientale de la rivière Oronte, dans une vaste et fertile plaine, à 56 km au nord-est de Baalbek et à 10 ou 20 kilomètres au sud du lac de Homs (lac artificiel créé par les Romains).

## Histoire
C'est à Riblah que Nékao II, pharaon d'Égypte (né vers 610 av. J.-C. et mort vers 595 av. J.-C.), établit son camp après avoir mis en déroute l'armée judaïte de Josias à Megiddo en -609 avant notre ère. Peu de temps après, le fils de Josias, le roi Joachaz nouvellement oint, fut fait prisonnier et détenu à Riblah pour l'empêcher de diriger le royaume de Juda ; il a ensuite été emmené en Égypte où il est mort.
Cet épisode est cité dans « Ézéchiel 19:4 ».

« Les nations se sont unies contre lui [Joachaz] ; il a été pris dans leur fosse ;
Ils l'ont traîné avec des crochets au pays d'Égypte. »

Ceci est interprété comme indiquant que Nékao II avait invité Jehoahaz à une conférence à Riblah et l'avait piégé là-bas.
Environ deux décennies plus tard, Nebucadnetsar de Babylone a également installé son quartier général ici pendant sa campagne contre Jehoahaz, qui a culminé avec la destruction de Jérusalem en 587 ou 586 avant notre ère. Le roi Sédécias a été emmené captif et emmené à Riblah, où il a dû être témoin de la mort de ses fils, après quoi il a été aveuglé et emmené à Babylone. Ses fonctionnaires ont également été mis à mort à Riblah.
La ville était située sur la principale route commerciale internationale de l'Égypte à la Mésopotamie, via Israël et la ville de Karkemish où la route traversait l'Euphrate. Un atout stratégique important, Riblah avait beaucoup d'eau, de nourriture et de carburant, ce qui le rendait également approprié comme camp militaire.